# Nowa Zelandia na Mistrzostwach Świata w Lekkoatletyce 2011
Nowa Zelandia na Mistrzostwach Świata w Lekkoatletyce 2011 była reprezentowana przez 8 zawodników.

## Wyniki reprezentantów Nowej Zelandii

### Mężczyźni

#### Konkurencje biegowe
| Konkurencja   | Zawodnik       | Eliminacje | Eliminacje | Półfinał | Półfinał | Finał    | Finał   |
| Konkurencja   | Zawodnik       | Rezultat   | Pozycja    | Rezultat | Pozycja  | Rezultat | Pozycja |
| ------------- | -------------- | ---------- | ---------- | -------- | -------- | -------- | ------- |
| 1500 m        | Nick Willis    | 3:39.24    | 2. Q       | 3:37.39  | 2. Q     | 3:38.69  | 12.     |
| 5000 m        | Jake Robertson |            |            | 13:53.57 | 24. q    | 14:03.09 | 15.     |
| 5000 m        | Adrian Blincoe |            |            | DNS      | DNS      |          |         |
| chód na 50 km | Quentin Rew    |            |            |          |          | 4:08:46  | 24.     |

#### Konkurencje techniczne
| Konkurencja    | Zawodnik        | Eliminacje | Eliminacje | Finał    | Finał   |
| Konkurencja    | Zawodnik        | Rezultat   | Pozycja    | Rezultat | Pozycja |
| -------------- | --------------- | ---------- | ---------- | -------- | ------- |
| rzut oszczepem | Stuart Farquhar | 82,10 m    | 3. Q       | 78,99 m  | 11.     |
| dziesięciobój  | Brent Newdick   |            |            | 7761 pkt | 19.     |

### Kobiety

#### Konkurencje biegowe
| Konkurencja | Zawodnik      | Eliminacje   | Eliminacje | Półfinał | Półfinał | Finał    | Finał   |
| Konkurencja | Zawodnik      | Rezultat     | Pozycja    | Rezultat | Pozycja  | Rezultat | Pozycja |
| ----------- | ------------- | ------------ | ---------- | -------- | -------- | -------- | ------- |
| 800 m       | Nikki Hamblin | 2:02.87 (SB) | 25.        |          |          |          |         |
| 1500 m      | Nikki Hamblin | 4:36.70      | 35.        |          |          |          |         |

#### Konkurencje techniczne
| Konkurencja    | Zawodnik      | Eliminacje | Eliminacje | Finał                | Finał   |
| Konkurencja    | Zawodnik      | Rezultat   | Pozycja    | Rezultat             | Pozycja |
| -------------- | ------------- | ---------- | ---------- | -------------------- | ------- |
| pchnięcie kulą | Valerie Adams | 19,79 m    | 1. Q       | 21,21 m (CR, AR, WL) | 1.      |